# 독도 사철나무
독도 사철나무(獨島 사철나무)는 대한민국 경상북도 울릉군 울릉읍, 독도에 있는 사철나무이다. 경상북도가 2008년 보호수로 지정하였다가, 2012년 10월 5일 천연기념물 제538호로 지정되었다.

## 주요 현황
울릉군 독도리 30번지에 소재하는 사철나무는 독도를 구성하는 2개 섬인 동도와 서도 중 동도의 천장굴 급경사 지역 위쪽 끝 부분에서 자란다. 강한 해풍과 극히 열악한 토양조건 등에서 자란 나무로 독도에서 생육하는 몇 안 되는 수목 중 가장 오래된 나무다.

## 지정 가치
독도 전체가 이미 대한민국 천연기념물 보호구역이지만 그곳에서 자라는 특정 생물을 이번에 천연기념물로 지정한 것은 대한민국 정부의 독도에 대한 실효적 지배강화 조치로도 평가된다. 독도에서 현존하는 수목 중 가장 오래된 나무로 독도에서 생육할 수 있는 대표적인 수종이라는 식물학적 의미 뿐만 아니라 국토의 동쪽 끝 독도를 100년 이상 지켜왔다는 영토적 상징적 가치가 크다.

## 같이 보기
- 독도
- 울릉도

## 참고 자료
- 독도 사철나무 - 국가유산청 국가유산포털